# Lopholaena phyllodes
Lopholaena phyllodes là một loài thực vật có hoa trong họ Cúc. Loài này được (Hiern) S.Moore mô tả khoa học đầu tiên năm 1929.